# Microrégion de Governador Valadares
La microrégion de Governador Valadares est l'une des sept microrégions qui subdivisent la vallée du Rio Doce, dans l'État du Minas Gerais au Brésil.
Elle comporte 25 municipalités qui regroupaient 407 815 habitants en 2006 pour une superficie totale de 11 327 km2.

## Municipalités[1]
- Alpercata
- Campanário
- Capitão Andrade
- Coroaci
- Divino das Laranjeiras
- Engenheiro Caldas
- Fernandes Tourinho
- Frei Inocêncio
- Galiléia
- Governador Valadares
- Itambacuri
- Itanhomi
- Jampruca
- Marilac
- Mathias Lobato
- Nacip Raydan
- Nova Módica
- Pescador
- São Geraldo da Piedade
- São Geraldo do Baixio
- São José da Safira
- São José do Divino
- Sobrália
- Tumiritinga
- Virgolândia